# 1969-es Formula–1 olasz nagydíj
Az 1969-es Formula–1 világbajnokság nyolcadik futama az olasz nagydíj volt.

## Futam
Jack Brabham visszatért a mezőnybe az olasz nagydíjon, ahol Jochen Rindt indult az első helyről. Melőle Hulme indult az első rajtsorból.
A versenyen Stewart, Rindt, Hulme, Courage, Hill, McLaren, Beltoise és Siffert szoros harcot vívott egymással, az szélárnyékában haladva. Hulme fékhibával, Siffert motorhibával esett ki. Miután Courage lelassult, és Hill kiesett technikai probléma miatt, négy autó maradt az élen. Az utolsó körben, a Parabolica kanyarban Beltoise állt az élre, de kisodródott a kanyarban, a célvonalig Stewart és Rindt is megelőzte. Az első négy autó mindössze 0,19 másodperc különbséggel ért célba.
Stewart hatodik győzelme a skót első világbajnoki címét jelentette, habár még három amerikai verseny volt vissza a bajnokságból.
| Helyezés | #  | Versenyző            | Csapat/Motor | Futott körök | Idő/Kiesés oka      | Rajthely | Pontszám |
| -------- | -- | -------------------- | ------------ | ------------ | ------------------- | -------- | -------- |
| 1        | 20 | Jackie Stewart       | Matra-Ford   | 68           | 1:39:11,26          | 3        | 9        |
| 2        | 4  | Jochen Rindt         | Lotus-Ford   | 68           | + 0,08              | 1        | 6        |
| 3        | 22 | Jean-Pierre Beltoise | Matra-Ford   | 68           | + 0,17              | 6        | 4        |
| 4        | 18 | Bruce McLaren        | McLaren-Ford | 68           | + 0,19              | 5        | 3        |
| 5        | 32 | Piers Courage        | Brabham-Ford | 68           | + 33,44             | 4        | 2        |
| 6        | 10 | Pedro Rodríguez      | Ferrari      | 66           | + 2 kör             | 12       | 1        |
| 7        | 16 | Denny Hulme          | McLaren-Ford | 66           | + 2 kör             | 2        |          |
| 8        | 30 | Jo Siffert           | Lotus-Ford   | 64           | Motorhiba           | 8        |          |
| 9        | 2  | Graham Hill          | Lotus-Ford   | 63           | Féltengely          | 9        |          |
| 10       | 26 | Jacky Ickx           | Brabham-Ford | 61           | Kifogyott üzemanyag | 15       |          |
| HN       | 14 | John Surtees         | BRM          | 60           | Helyezés nélkül     | 10       |          |
| Kiesett  | 12 | Jackie Oliver        | BRM          | 48           | Olajnyomás          | 11       |          |
| Kiesett  | 36 | Silvio Moser         | Brabham-Ford | 9            | Üzemanyag szivárgás | 13       |          |
| Kiesett  | 28 | Jack Brabham         | Brabham-Ford | 6            | Olajszivárgás       | 7        |          |
| Kiesett  | 6  | John Miles           | Lotus-Ford   | 3            | Motorhiba           | 14       |          |

## Statisztikák
Vezető helyen:
- Jackie Stewart: 58 (1-6 / 9-17 / 19-24 / 28-30 / 33 / 35-36 / 38-68)
- Jochen Rindt: 7 (7 / 25-27 / 31 / 34 / 37)
- Denny Hulme: 1 (8)
- Piers Courage: 2 (18 / 32)

Jackie Stewart 11. győzelme, Jochen Rindt 6. pole-pozíciója, Jean-Pierre Beltoise  3. leggyorsabb köre.
- Matra 9. győzelme.